# Xã Lamro, Quận Tripp, South Dakota
Xã Lamro (tiếng Anh: Lamro Township) là một xã thuộc quận Tripp, tiểu bang Nam Dakota, Hoa Kỳ. Năm 2010, dân số của xã này là 463 người.